# Saša Fegić
Saša Fegić (Zagreb 14. svibnja 1978.), hrvatski jedriličar rodom iz Zagreba. Prvi je pod hrvatskom zastavom oplovio svijet južnom rutom na poznatoj jedrilici HIR 3, na kojoj je Mladen Šutej iz lučice na Žurkovu sam otisnuo 1982. na opasan put preko Atlantika do Karipskih otoka i Floride, oplovivši na njoj dva puta Rt Horn i jednom Rt Dobre Nade. 
Jedrenjem se bavi od dvanaeste godine, a kao četrnaestogodišnjak je 1992. pohađao desetdnevnu školu jedrenja kod Mladena Šuteja upravo na jedrilici HIR 3. Zbog ljubavi prema jedrenju napušta studij građevine, te završava tečaj za Marine Business Management na UK Sailing Academy (Cowes, Velika Britanija). Radi kao instruktor jedrenja i voditelj charter baze, no također kormilari na jedrilicama kao samostalni skiper. Pokretač je i dugogodišnji urednik jedinog hrvatskog portala o jedrenju, ugašenog zbog ekspedicije oko svijeta, te je osnivač Jedriličarskog kluba »Dobro more« u Zagrebu
Saša Fegić jedrilicu HIR 3, stradalu u vrijeme Domovinskog rata u Dubrovniku, otkrio je u Vrsaru 2014. g. Bila je u derutnom stanju i pred potonućem. Odlučio ju je spasiti i oploviti s njom još jednom svijet. Obnovio je u potpunosti kroz 4 godine
Na put oko svijeta kreće 17. lipnja 2018. godine iz Malog Lošinja uz peteročlanu posadu. Kroz naredne dvije godine i četiri mjeseca i povratka u Mali Lošinj 2020. izmijenilo se po etepama devet članova. Uz Sašu članovi posade bili su Marina Đukanović, koja je provela na HIR-u ukupno 13 mjeseci i 21.000 milja; Nebojša Petrović iz Zagreba; Andrej Prpić iz Poreča, Ante Bučević iz Zagreba, Branislav Bojić iz Kragujevca, Ivana Kordić iz Zagreba, Zorislav Kiš iz Zagreba, Nelson Rabak iz Pule i Tihomir Mlinar iz Melbournea. Nakon što su isplovili na ocean, na brodu su ostali samo Saša, Nebojša i Marina. Ekspedicija je uspješno završena 17. listopada 2020. u Malom Lošinju -
Saša Fegić primljen je u prestižni klub moreplovaca International Association of Cape Horners, te je član Ocean Cruising Club-a